# Ramón Maldonado (fútbol de playa)
José Ramón Maldonado Alonso es un jugador de fútbol playa mexicano. 

## Participaciones en Campeonato de Fútbol Playa de Concacaf
| Copa                                           | Sede   | Resultado | Partidos | Goles |
| ---------------------------------------------- | ------ | --------- | -------- | ----- |
| Campeonato de Fútbol Playa de Concacaf de 2015 | México | Campeón   | 6        | 6     |

## Distinciones individuales
| Distinción                                               | Año  |
| -------------------------------------------------------- | ---- |
| Mejor jugador del Campeonato de Fútbol Playa de Concacaf | 2015 |

- Datos: Q20017156